# Franco Jurlano
Franco Jurlano (Lecce, 18 gennaio 1928 – Lecce, 2 maggio 2007) è stato un dirigente sportivo italiano, presidente dell'Unione Sportiva Lecce dal 1976 al 1994.

## Biografia
Di origini leccesi, nel 1975 è nel consiglio di amministrazione dell'Unione Sportiva Lecce che delibera per la costituzione del Lecce S.p.A. L'anno successivo assume in prima persona la guida del club salentino neopromosso in Serie B, succedendo ad Antonio Rollo. 
Sotto la sua presidenza, nella stagione 1984-1985, il Lecce allenato da Eugenio Fascetti e costruito dal direttore sportivo Mimmo Cataldo, suo storico collaboratore, raggiunge la prima promozione della sua storia in Serie A.
Dal 1987 al 1991 il periodo d'oro della sua presidenza: promozione in A con Carlo Mazzone allenatore e salvezza nelle due stagioni successive. Dopo un'ultima promozione in A nel 1993, segue la retrocessione che porta Jurlano ad abbandonare la guida del Lecce nel 1994. Gli succede per un breve periodo Giuseppe Bizzarro, prima del passaggio alla famiglia Semeraro.
È stato il presidente più longevo nella storia del club salentino, con ben diciotto campionati (tutti tra Serie A e B) alla guida dei giallorossi.
Fu inoltre consigliere di Lega e consigliere federale. Tra le sue battaglie più importanti, quella per ottenere dalla RAI il pagamento dei diritti per le riprese e la cronaca, e quella per l'aumento dei proventi del Totocalcio.